# クロトン・ハーモン駅
クロトン・ハーモン駅（英語：Croton–Harmon Station）は、ニューヨーク州クロトン・オン・ハドソンのクロトン・ポイント・アヴニュー1にある駅。

## 概要
電化区間の終点のため、電車は全て当駅どまりである。非電化区間に直通する列車はアムトラック、メトロノース鉄道共にGE ジェネシスに客車を連結する形態で運行している。グランド・セントラル駅からの距離は約50kmである。

## 利用可能な鉄道路線／列車
アムトラック：
エンパイア回廊
アムトラックの停車する列車は下記の通り。
シカゴとニューヨーク・ボストン間の夜行長距離列車レイクショア・リミテッド号…1日1往復停車（当駅にはシカゴ-ニューヨーク間の編成が停車  オールバニ・レンセラー駅にてニューヨーク編成&ボストン編成を 連結/切り離し）
トロントとニューヨーク間の昼行国際列車メープルリーフ号…1日1往復停車
モントリオールとニューヨーク間の昼行国際列車アディロンダック…1日1往復停車
バーモント州ラトランドとニューヨーク間の昼行中距離列車イーサン・アレン・エクスプレス号…1日1往復停車
ニューヨーク州ナイアガラフォールズおよびオールバニとニューヨーク間の昼行中長距離列車エンパイア・サービス…1日7.5往復停車
この駅はアムトラックの大半がとまる。
メトロノース鉄道：
■ハドソン線
この駅はハドソン線のほとんどの列車/電車がとまる。

## 駅構造
3面4線（3島式）のホームを持つ地上駅である。ホームの有効長は10両編成分。
| 4番線 | ホーム | 2番線 | ホーム | 1番線 | ホーム | 3番線 |

| のりば     | 路線           | 方向 | 行先                                   | 備考 |
| ---------- | -------------- | ---- | -------------------------------------- | ---- |
| 1・2・3・4 | ■ハドソン線    | 上り | グランド・セントラル方面               |      |
| 1・2・3・4 | エンパイア回廊 | 上り | ペンシルベニア駅方面                   |      |
| 1・2・3・4 | ■ハドソン線    | 下り | ポキプシー方面                         |      |
| 1・2・3・4 | エンパイア回廊 | 上り | ポキプシー／オールバニ・レンセラー方面 |      |

奇数の番号の線は西に位置する。

## 隣の駅
メトロノース鉄道
■ハドソン線
オシニング - クロトン・ハーモン駅 - コートラント
アムトラック：
エンパイア回廊
ポキプシー - クロトン・ハーモン駅 - ヨンカーズ